# Сезон ФК «Епіцентр» 2024—2025
Сезон ФК «Епіцентр» 2024—2025 — 5 сезон клубу в професійному футболі та 3 сезон клубу в першій лізі.

## Матчі
| 1 тур 08.08.2024 | «Нива»                                       | 0 — 1    | «Епіцентр»                          | Тернопіль                                                                            |  |
| 17:00 27°C       | Бац 41' Демчук 54' Михайленко 78' Різник 82' | Протокол | Мороз 42' Беженар 49' Полюлях 90+2' | Стадіон: «Тернопільський міський стадіон імені Романа Шухевича» Суддя: Андрій Зайцев |  |

| 3 тур 25.08.24 | «Епіцентр»                                                                             | 5 — 2    | Хуст                                                   | Кам'янець-Подільський                                              |  |
| 13:00 37°C     | Запорожець 32' Кравчук 34', 41', 56' Білик 54' Миронюк 60' Григоращук 75' Равлик 90+4' | Протокол | Козубенко 34' Грицак 54' Гарнага 79' Грицак 54', 90+2' | Стадіон: Стадіон імені Григорія Тонкочеєва Суддя: Ігор Садковський |  |

| 4 тур 31.08.2024 | «Металіст» | 0 — 0    | «Епіцентр» | Ужгород                               |  |
| 15:00 32 °C      |            | Протокол |            | Стадіон: «Авангард» Суддя: Салаш Іван |  |

| 5 тур 06.09.2024 | «Епіцентр»              | 2 — 0    | «Буковина» | Кам'янець-Подільський                                            |  |
| 15:00 32 °C      | Кравчук 42' Кристін 82' | Протокол |            | Стадіон: Стадіон імені Григорія Тонкочеєва Суддя: Дьордь Назарій |  |

| 6 тур 11.09.2024 | «Минай» | 0 — 0    | «Епіцентр» | Минай                                    |  |
| 16:00            |         | Протокол |            | Стадіон: Минай-Арена Суддя: Лапко Степан |  |

| 7 тур 16.09.2024 | «Епіцентр»                  | 3 — 0    | «Прикарпаття» | Кам'янець-Подільський                                |  |
| 13:00 20 C°      | Кравчук 11', 28' Проців 62' | Протокол |               | Стадіон: «ім. Г. Тонкочеєва» Суддя: Ігор Садковський |  |